# 원종원
원종원은 대한민국의 대학교수, 뮤지컬평론가이자 전 PD, 전 기자다.

## 방송
- 싱잉 인 더 스카이 (2008)
- 공연에 뜨겁게 미치다 (2016~) - MC
- KBS라디오 <문화공감> (2004~), <이금희의 사랑하기 좋은 날>, <최수종의 좋은 아침>, <주말생방송 정보쇼>
- MBC 라디오 <이주연의 영화음악>
- SBS라디오 <심혜진의 영화음악>, <김영철의 파워FM>
- EBS라디오 <한영애의 문화 한 페이지>, <세계음악기행>, <EBS북카페>

## 공연
- 원종원의 강연 콘서트 - 뮤지컬 스토퍼스 (2012)
- 인문학콘서트 〈당신이 모르는 뮤지컬 이야기〉 - 용인 (2021, 2022)
- 인문학북콘서트 <인지하지 못했던 사사로운 것들 - 우리안의 뮤지컬> - 노원문화예술회관 (2023)

## 경력
- 순천향대학교 SCH미디어랩스 대학 학장
- 순천향대학교 미디어커뮤니케이션학과 교수
- 순천향대학교 공연영상학과 교수
- 순천향대학교 브랜드전략실장
- 순천향대학교 대외협력실장
- 순천향대학교 신문방송학과 교수
- 파이낸셜 뉴스 런던 특파원
- NTV 편성제작국 프로듀서
- 스포츠투데이 편집국 기자
- KMTV 제작국 프로듀서